# Rasmus Wærn
Rasmus Wærn, född 1961 i Göteborg, är en svensk arkitekt, historiker och kritiker. Wærn var redaktör på tidskriften Arkitektur 1996–2004 och ordförande för det svenska Alvar Aalto-sällskapet 2004–2011. Han har medverkat som skribent i dagstidningar, däribland Svenska Dagbladet, och är författare till flera böcker. Han belönades 2017 med det internationella Pierre Vago Journalism Award för bästa arkitekturessä.

## Film
- En annan stad (2021), manus och regi